# 唐旄
唐旄，结束于632年，由羌民族建立的国家，疆域中心地區位於逻些（今西藏拉萨）。

## 历史
唐旄是两支羌族人，也称为葱茈羌，原居住在天山南部，以葱岭一带藏北为中心。
象雄衰弱后，唐旄渐渐向东面和南面扩大，成为一大国，北界接于阗（今新疆和田县），东北与苏毗（今青海玉树一带）接壤，西至天竺（今印度），南境山南地区。其时，唐旄有两个都城，年卡林波（今西藏尼木县东南），归女王达甲瓦驻守；懦那堡寨（今西藏墨竹工卡县西北），归小女王弃邦孙驻守。
有记录，101年，青海烧当羌首领迷唐被东汉军队击败，残众不满千人，一直向西走去，投奔髮羌。
6世紀末，髮羌后裔吐蕃部落渐渐崛起，自山南地区雅隆河谷向唐旄后期中心逻些推进，最后统一青藏高原。632年，吐蕃松贊干布夺得逻些，唐旄亡。633年，松贊干布于邏些建国，即吐蕃